# بطولة أوروبا لكرة الماء 1997
بطولة أوروبا لكرة الماء 1997 كان الموسم الـ 23 من بطولة أوروبا لكرة الماء، وجرت المنافسات في إشبيلية إسبانيا، ونظمت من قبل الاتحاد الأوروبي للسباحة.

## النتائج
| م       | المنتخب         |
| ------- | --------------- |
| ذهبية   | المجر           |
| فضية    | يوغوسلافيا      |
| برونزية | روسيا           |
| 4       | كرواتيا         |
| 5       | إسبانيا         |
| 6       | إيطاليا         |
| 7       | اليونان         |
| 8       | سلوفاكيا        |
| 9       | هولندا          |
| 10      | ألمانيا الغربية |